# حتحور

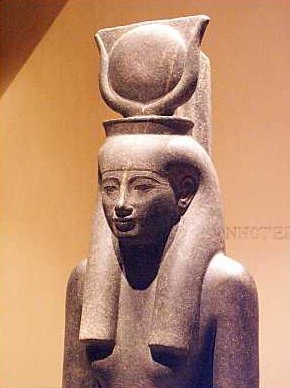
تمثال حتحور في متحف الأقصر.

حتحور هي إلهة السماء، والحب، والجمال، والأم والسعادة، والموسيقى، والخصوبة، سميت قديما باسم بات ووجدت على لوحة نارمر، وكان يرمز لها بالبقرة أمنيه، عبادتها كانت ما بين مدينة الأشمونين بالقرب من المنيا ومدينة أبيدوس بالقرب من سوهاج.
| O7 | D2 · r | C9 |

| O7 | D2 · r | C9 |

| O10 |

| O10 |

| O6 | X1 · D2 |

| O6 | X1 · D2 |

## الوصف والتسمية

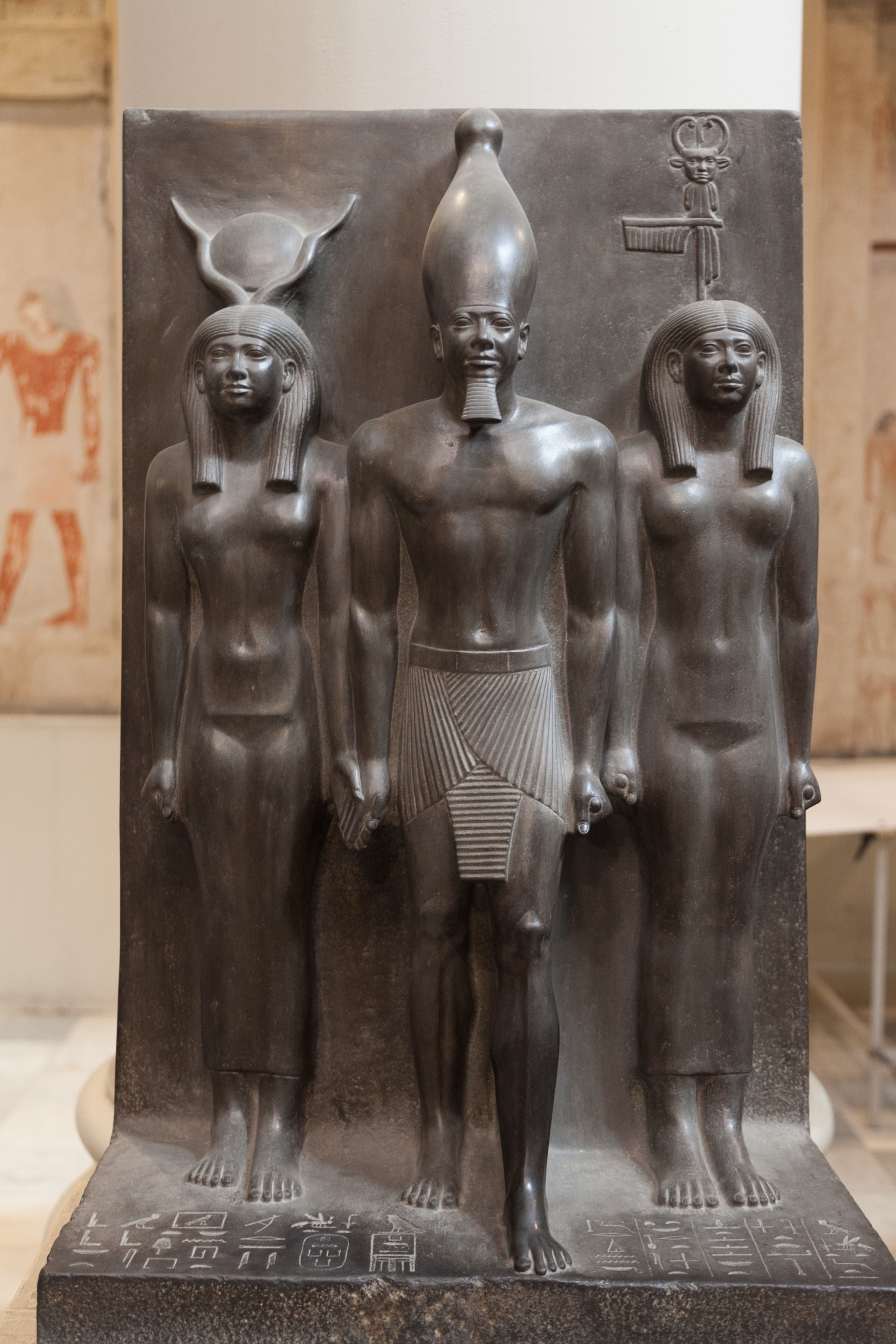
الملك منقرع من الأسرة الرابعة، باني هرم الجيزة الأصغر وبجانبه حتحور وعلى رأسها قرص الشمس بين قرنين، وبجانبه أيضا زوجته الملكة.التمثال ب المتحف المصري بالقاهرة.

معبودة مصرية قديمة. جعلها أصحابها تارة في صورة بقرة، وتارة في صورة امرأة لها أذنا بقرة أو على رأسها قرنان. كانت عندهم رمز الأمومة البارة. وفي اسمها حتحور أي بيت حور أو ملاذ حور ما يشير إلى ذلك. فهي التي أوت اليتيم حورس ابن إيزيس وأرضعته وحمته. فغدت بذلك أمًا له وللطبيعة كافة باعتبارها رمزًا إلى السماء. ثم جعلوها راعية للموتى وأسكنوا روحها ما يزرع عند قبورهم من شجر الجميز، ثم أبرزوها من الأغصان جسدًا يرسل الفيء ويسقي الظمآنين ممن رقدوا في حظائر الموت. وتصوروا أنها تجوب أحيانا الصحراء غرب النيل في هيئة اللبؤة لحماية القبور هناك. ما زال اسمها حيًا في اسم ثالث شهور السنة القبطية (هاتور) وتدخل في التقويم المصري الحديث.

## الاسم بالكامل
يُقرأ الاسم من اليسار إلى اليمين.
| O6 | X1 · O1 | D2 · D21 | X1 · H8 | C9 |

Ḥwt Ḥr

حوط حور

أي «حضن (أم) حورس»، وقيل: أي "سيدة الفيروز"، وهو حجر لونه أزرق بلون السماء أو أميل إلى الخضرة قليلاً، أرتبط في عرف المصريين بالحفظ من الحسد، وهو من أحجار القناع الذهبي لتوت عنخ أمون.

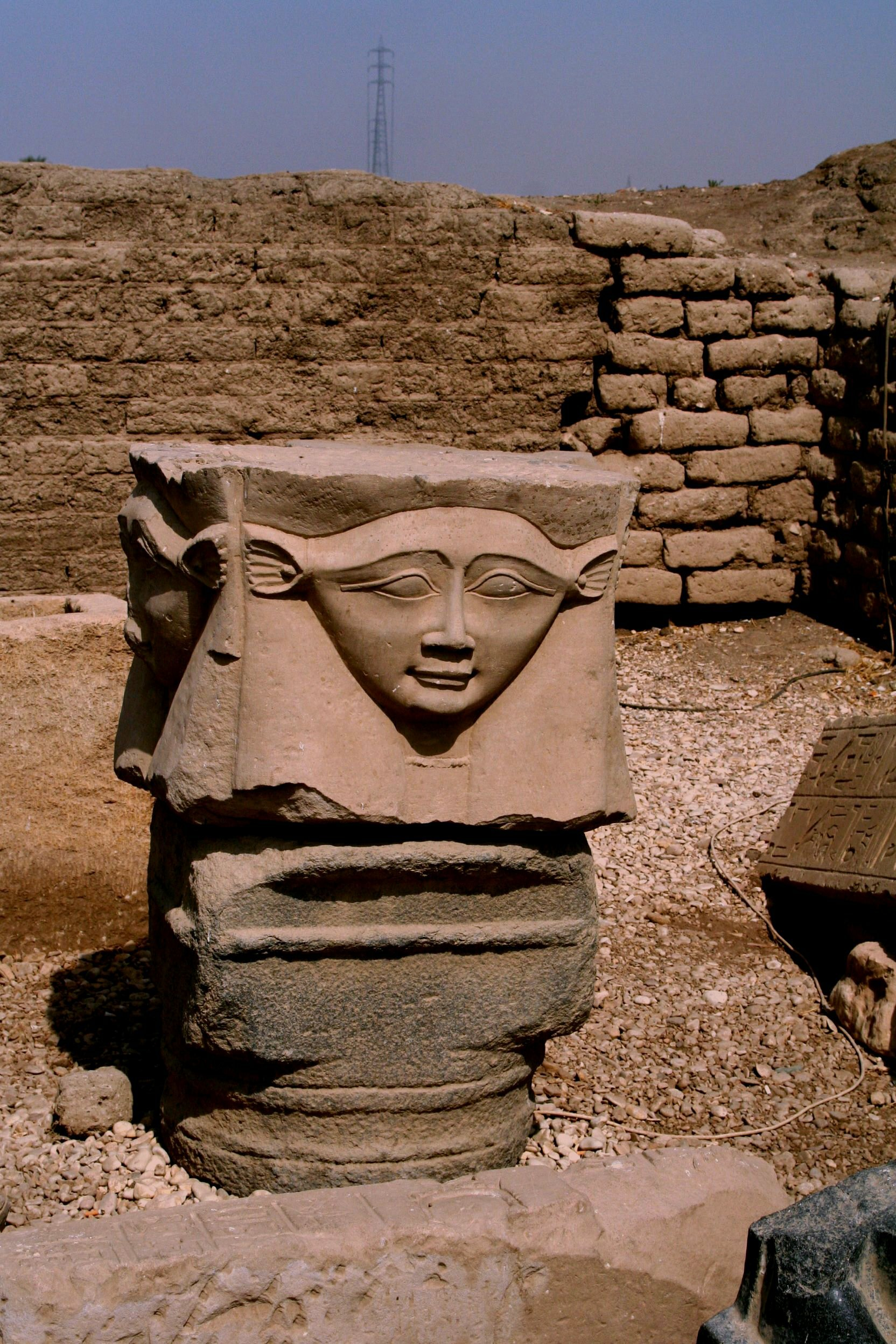
معبد هاتور في دندرة.
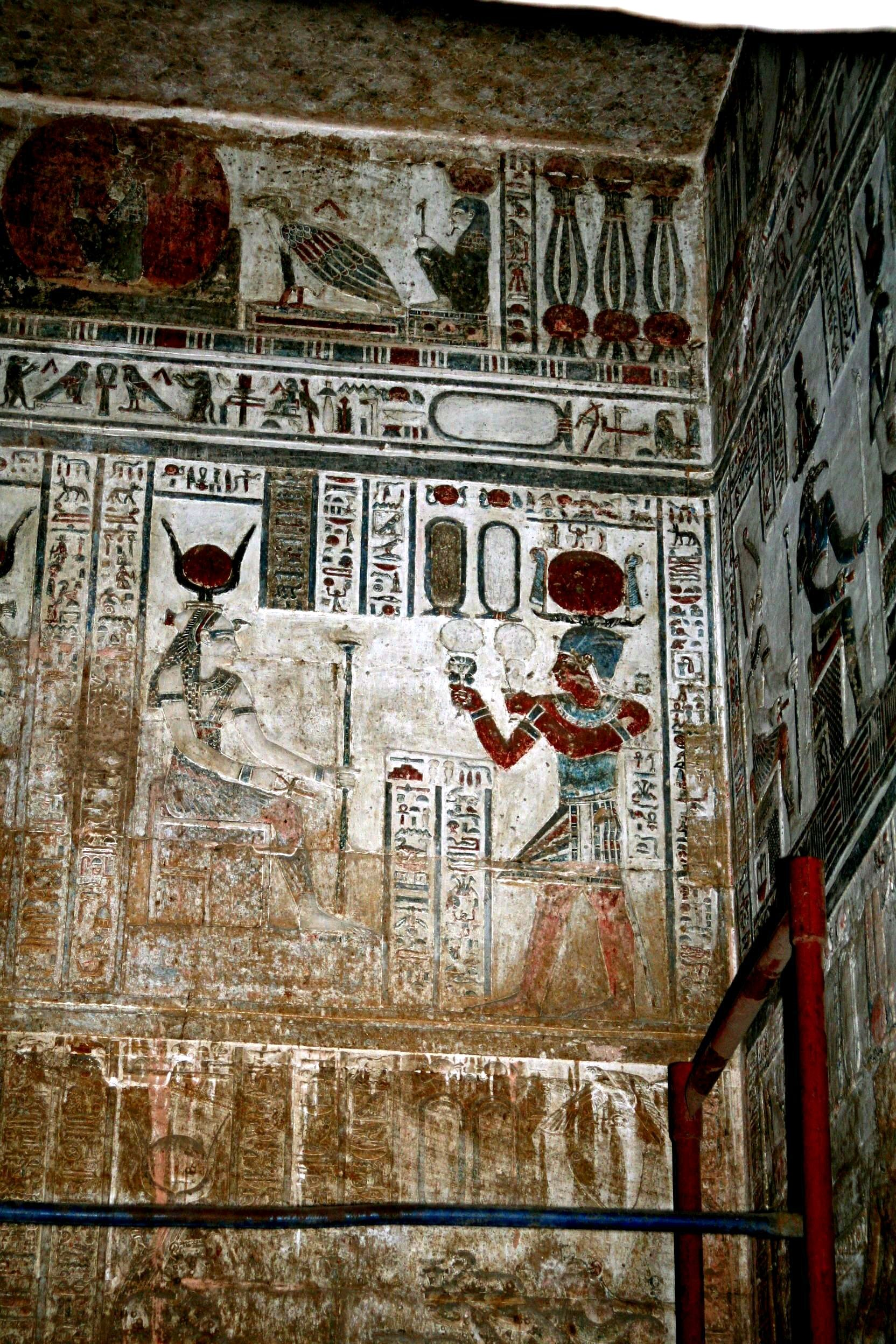
معبد هاتور في دندرة.
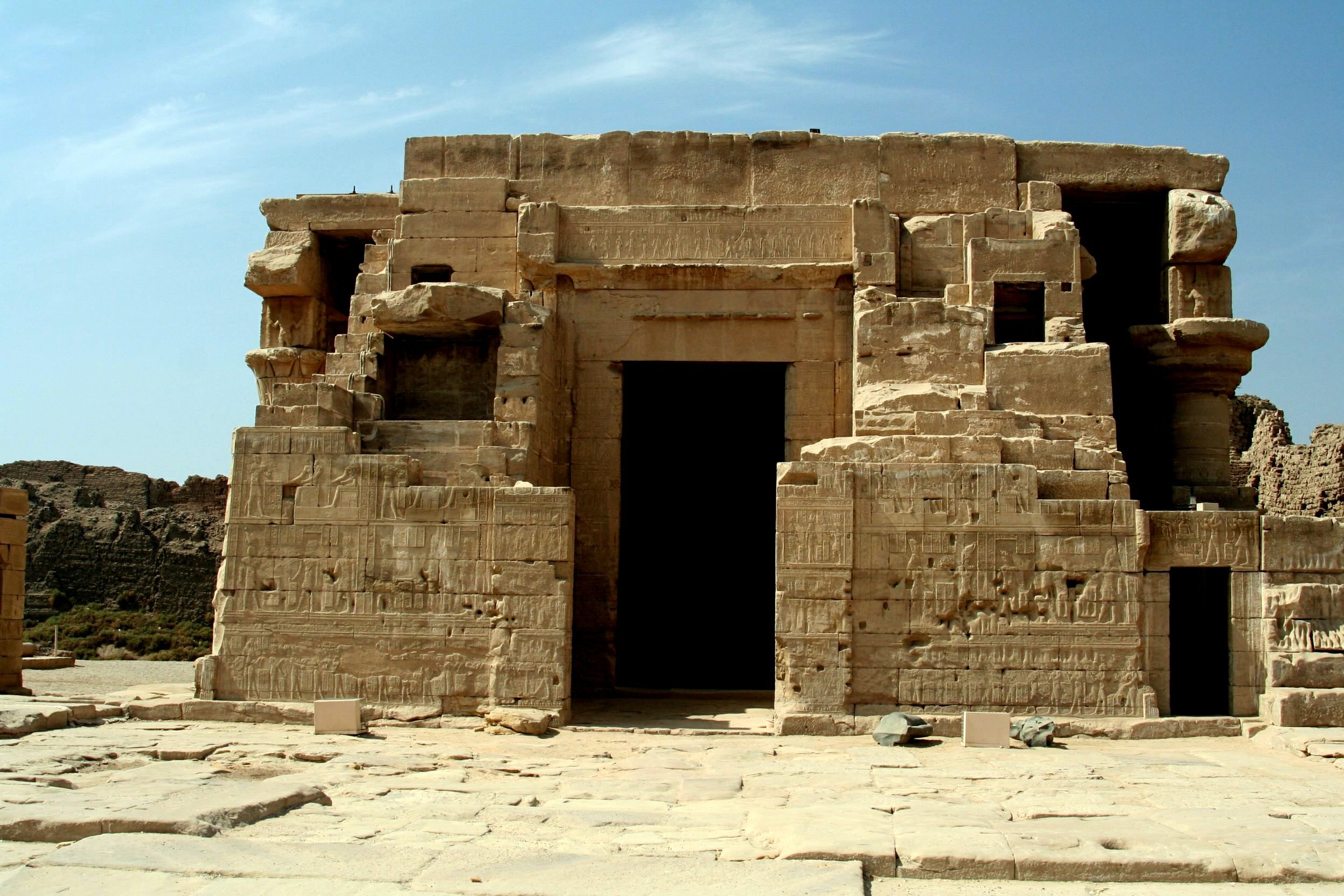
معبد هاتور في دندرة
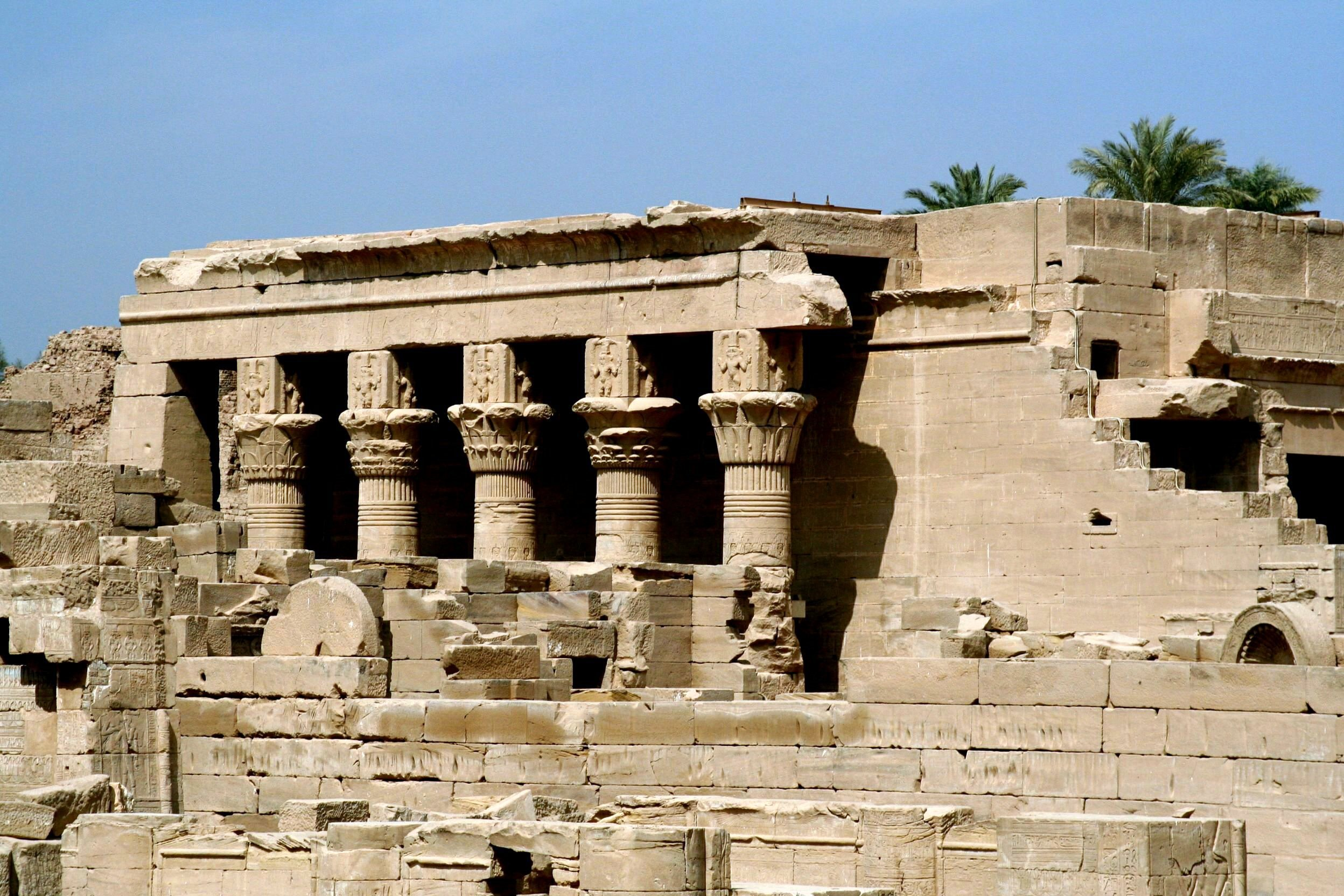
معبد هاتور في دندرة
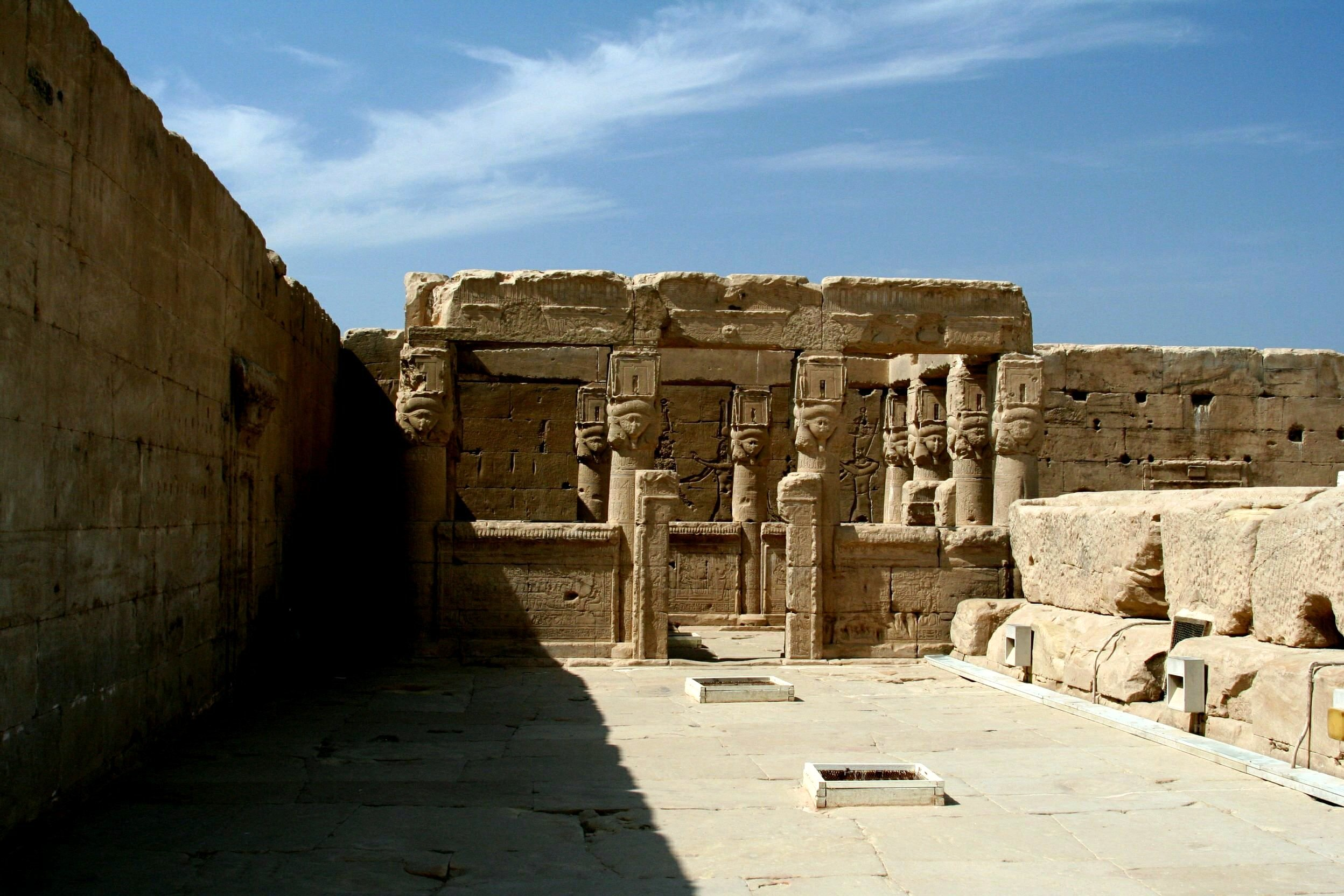
معبد هاتور في دندرة
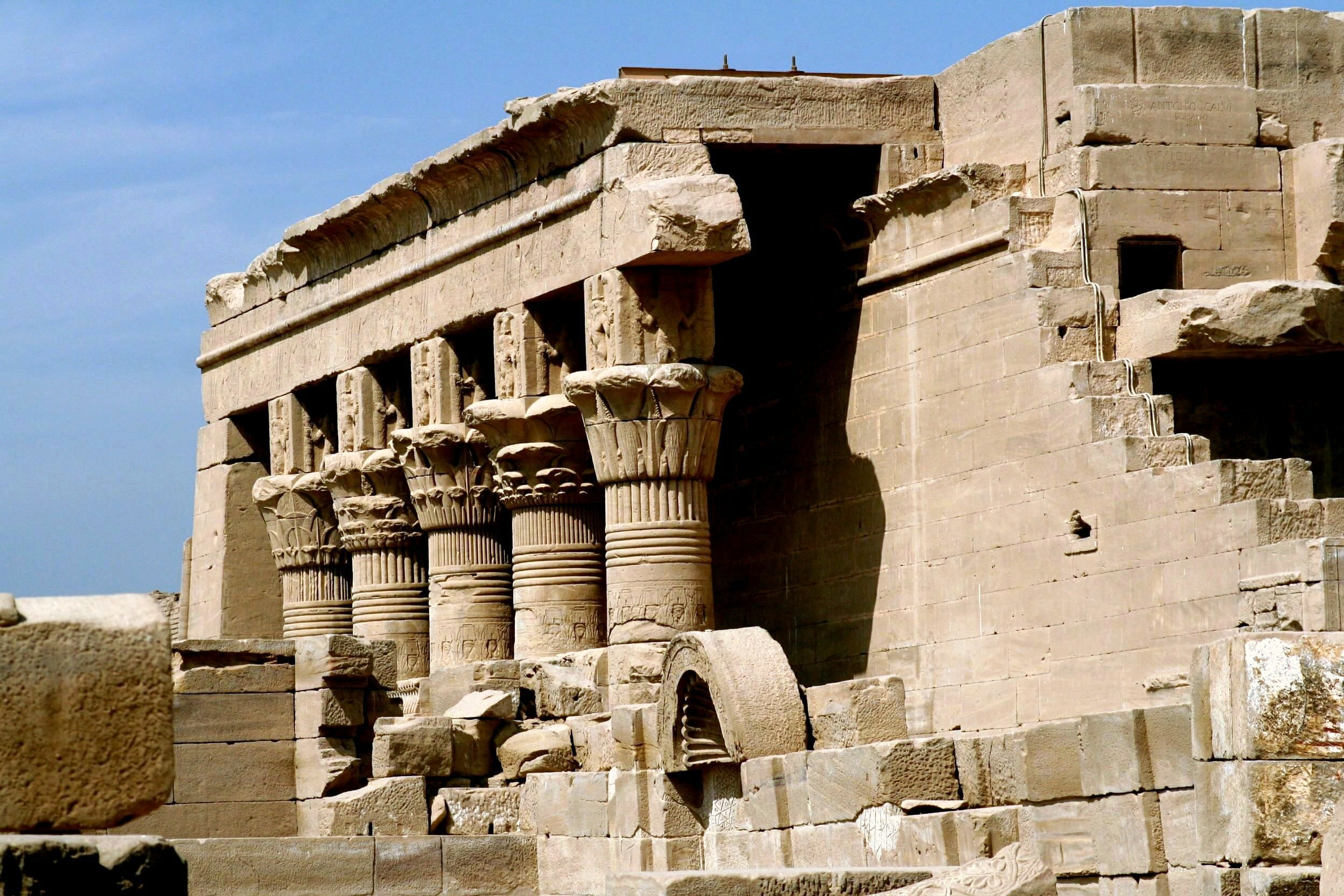
معبد هاتور في دندرة
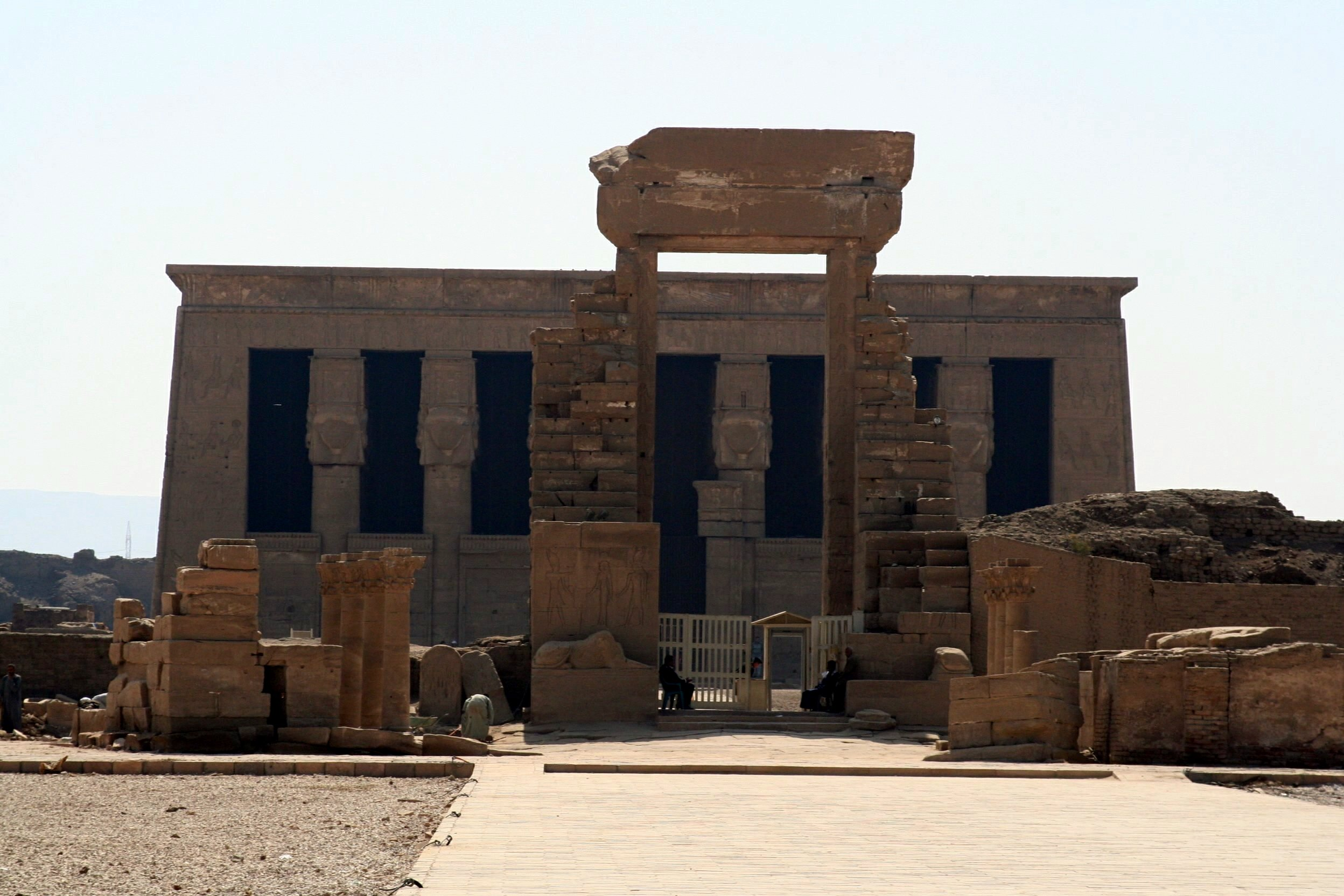
معبد هاتور في دندرة
حتحور في شكل البقرة.

## اقرأ أيضا
- أوزوريس
- إيزيس
- سث
- حورس
- نوت
- جب
- اسطورة إيزيس وأوزوريس